# Ralph Lewin (Politiker)
Ralph Lewin (* 21. Mai 1953 in Basel; heimatberechtigt in Basel und Neckertal) ist ein Schweizer Politiker (SP), Ökonom. Er war von 1997 bis 2008 Regierungsrat des Kantons Basel-Stadt. Von Oktober 2020 bis Juni 2024 war er Präsident und ist seither Vizepräsident des Schweizerischen Israelitischen Gemeindebunds. 

## Ausbildung und Beruf
Lewin studierte von 1972 bis 1977 Soziologie und Nationalökonomie an der Universität Basel und absolvierte Praktika in Maribor und Den Haag. Von 1977 bis 1980 war er Assistent mit Schwerpunkt Wirtschaftspolitik an der Universität Basel, 1981 promovierte er zum Dr. rer. pol. 
Von 1981 bis 1984 war er wissenschaftlicher Mitarbeiter bei der Schweizerischen Nationalbank (SNB). Von 1984 bis 1986 gehörte Lewin der Schweizer Delegation bei der OECD an. Von 1986 bis 1997 war er Präsident des Verbandes öffentlicher Krankenkassen der Schweiz, Direktor der Öffentlichen Krankenkasse Basel (ÖKK) und anschliessend deren Verwaltungsratspräsident. Von 2009 bis 2011 war er Präsident des Stiftungsrates der Nachfolgeorganisation Sympany. Von 2010 bis 2017 war er Verwaltungsratspräsident der damaligen Bank Coop und bis 2017 Verwaltungsratsmitglied der Universitären Psychiatrischen Kliniken Basel (UPK). Des Weiteren war er bis 2021 Mitglied im Bankrat der Basler Kantonalbank (Mehrheitsaktionärin der Bank Coop), bis 2021 Präsident der Schweizerischen Vereinigung für Schifffahrt und Hafenwirtschaft (SVS) und bis 2020 ebenfalls Präsident der JM Jüdische Medien AG (Herausgeberin der Wochenzeitung tachles).

## Politik
Ralph Lewin trat 1978 der SP bei. 1995 wurde er Mitglied des Parteivorstandes der SP Basel-Stadt. Im Dezember 1996 wurde Lewin in den Basler Regierungsrat gewählt, 2000 und 2004 wurde er im Amt bestätigt. Er stand dem Wirtschafts- und Sozialdepartement (ab 2007: Departement für Wirtschaft, Soziales und Umwelt) vor. Lewin war Regierungspräsident der Jahre 2000 und 2005. Bei den Regierungsratswahlen 2008 trat er zusammen mit Parteigenossin Barbara Schneider nicht mehr an. Als Nachfolger wurden Hans-Peter Wessels und Christoph Brutschin gewählt.

## Schweizerischer Israelitischer Gemeindebund
Am 18. Oktober 2020 wurde Ralph Lewin in einer Kampfkandidatur gegen Ralph Friedländer, den Präsidenten der Jüdischen Gemeinde Bern, mit 45 von 85 gültigen Stimmen der anwesenden Delegierten in geheimer Wahl als Nachfolger von Herbert Winter, der dieses Amt zwölf Jahre bekleidet hatte, zum Präsidenten des Schweizerischen Israelitischen Gemeindebunds gewählt. Friedländer wurde anschließend zum Vizepräsidenten des SIG gewählt. Im Juni 2024 trat Ralph Lewin von diesem Amt zurück, es kam zu einer Rochade (Präsidentschaft/Vizepräsidentschaft) mit Ralph Friedländer.

## Privates
Lewin ist verheiratet, hat zwei erwachsene Kinder (* 1981, * 1985) und lebt mit seiner Frau in Basel.